# Cietrzew (herb szlachecki)

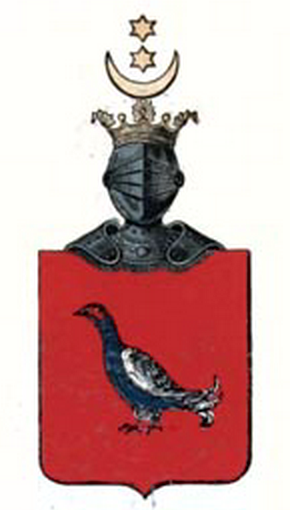
Cietrzew według Pawliszczewa

Cietrzew (Ciecierza, Birkan odmienny, Berkhan, Birckhahn, Birckhan, Birkhahn) − polski herb szlachecki, prawdopodobnie pochodzenia pruskiego. Używany głównie przez szlachtę kaszubską.

## Opis herbu
Herb występował przynajmniej w trzech wariantach. Opisy z wykorzystaniem zasad blazonowania, zaproponowanych przez Alfreda Znamierowskiego:
Cietrzew (Ciecierza, Birkan odmienny, Berkhan, Birckhahn, Birckhan, Birkhahn): W polu czerwonym cietrzew czarny (także srebrny i na murawie zielonej). Klejnot: nad hełmem w koronie półksiężyc złoty, nad którym dwie takież gwiazdy w słup. Labry być może czerwone, podbite czernią bądź złotem.
Cietrzew I a (Birkan odmienny, Birkhahn): Cietrzew stoi na pagórku zielonym, labry podbite złotem, w klejnocie sam półksiężyc.
Cietrzew I b: Inny klejnot: nad półksiężycem złotym trzy strzały utkwione w nim, w wachlarz.

## Najwcześniejsze wzmianki
Herb w wariancie podstawowym wymieniany w herbarzach Dachnowskiego (Herbarz szlachty Prus Królewskich), Niesieckiego (Korona polska, pod nazwą Berkhan i Cietrzew), Ostrowski (Księga herbowa rodów polskich), Leszczyc (Herby szlachty polskiej), Boniecki (Herbarz polski) oraz Żernicki (Der polnische Adel, Die polnischen Stamwappen). Herb znany także heraldykom rosyjskim, wymienia go m.in. Pawliszczew (Herbarz rodzin szlacheckich Królestwa Polskiego najwyżej zatwierdzony). Wariant Ia wymieniany u Dachnowskiego i Bonieckiego. Wariant Ib został opisany przez Bonieckiego, na podstawie pieczęci z 1817, należącej do braci Kętrzyńskich.

## Herbowni
Kętrzyński (Condarsin, Condrzinski, Contersyn, Kantrzinski, Kantrzinsky, Kantrzynski, Kantrzyński, Kantszinski, Kantzinski, Katarzyński, Katerzyński, Kaztrzynski, Kentczinski, Kentrzinski, Kentrzynski, Kentrzyński, Ketrzynski, Kęntrzynsky, Kontarsien, Kotrzinik), Sikorski (Schikorski, Sicorsky, Sikorsky, Sykorski, Sykorsky).
Kętrzyńscy używali też przydomka Berghan (Berghahn), który jest tłumaczeniem nazwy herbu na niemiecki. Z tego też powodu, herb Cietrzew przypisywano rodzinie Birkan (Birckhahn, Berkhan, Berkau). Rodzina ta używała jednak innego, choć podobnego herbu Cietrzew II vel Birkan.
Jan Ciechanowicz przypisał też herb Cietrzew litewskim rodzinom o nazwiskach Bukomowicz (Bukamavićius) i Bukowicz (Bukavićius).
Według Seweryna Uruskiego, do herbu tego należała też rodzina o nazwisku Kętrowicz, z której Jan, syn Marcina, został zapisany do ksiąg guberni kowieńskiej w 1819 oraz Jaguczyński, z której potomstwo Feliksa, syna Antoniego, m.in. Ferdynand i Władysław, synowie Antoniego, Konstanty, synowie Józefa i inni, zostali wylegitymowani z tym herbem w latach 1835-66 i zapisani do ksiąg szlachty guberni kowieńskiej. Z uwagi na nadużycia w czasie legitymacji szlachectwa w Królestwie Polskim i ziemiach zaboru rosyjskiego, informację o tych dwóch nazwiskach należy traktować z ostrożnością.